# Runaround Sue
Runaround Sue är en doo wop-låt med Dion från 1961, skriven av honom själv tillsammans med Ernie Maresca. Låten handlar om en kvinna vid namn Sue, som träffar varje man hon får tillfälle till, och därmed inte är trogen låtens berättare.
Musiktidskriften Rolling Stone listade Runarond Sue som #342 på sin lista över The 500 Greatest Songs of All Time år 2004.

## Listplaceringar
| Lista (1961)   | Position               |
| -------------- | ---------------------- |
| Kanada         | 1 (CHUM Hit Parade)    |
| Nya Zeeland    | 1 (Lever Hit Parade)   |
| Storbritannien | 11 (UK Singles Chart)  |
| Sverige        | 6 (Radio Nord Topp 20) |
| USA            | 1 (Billboard Hot 100)  |